# Хиетамяки, Карри
Ка́рри Хи́етамяки (фин. Karri Hietamäki; род. 20 сентября 1969, Исокюрё, Вааса) — финский лыжник, призёр чемпионата мира 1995 года. Наиболее успешно выступал в гонках классическим стилем.

## Карьера
В Кубке мира Хиетамяки дебютировал в 1992 году, в декабре того же года впервые попал в десятку лучших на этапе Кубка мира. Всего в личных гонках имеет на своём счету 2 попадания в десятку лучших на этапах Кубка мира. Лучшим достижением Хиетамяки в общем итоговом зачёте Кубка мира является 35-е место в сезоне 1994/95.
На Олимпийских играх 1994 года в Лиллехаммере занял 40-е место в гонке на 50 км классикой.
На Олимпийских играх 2002 года в Солт-Лейк-Сити стартовал в трёх гонках: 15 км классикой — 43-е место, 50 км классикой — 31-е место, эстафета — 11-е место.
За свою карьеру принимал участие в двух чемпионатах мира, на чемпионате мира 1995 года завоевал серебро в эстафетной гонке. Лучшее достижение в личных гонках на чемпионатах мира, 14-е место в гонке на 30 км классикой на том же чемпионате.